# Gino Montipò
Gino Montipò (Casalgrande, 20 aprile 1879 – Modena, 26 dicembre 1961) è stato un marinaio e militare italiano, particolarmente distintosi nel corso della prima guerra mondiale, durante la quale partecipò alla "Beffa di Buccari". In questa occasione il poeta Gabriele D'Annunzio gli diede lo pseudonimo di Filibustiere del Carnaro. Alcuni suoi cimeli sono oggi conservati al Vittoriale degli Italiani.

## Biografia
Nacque a Casalgrande, in provincia di Reggio Emilia, il 20 aprile 1879, ultimo di dieci fratelli, figlio di Silvestro e Matilde Cuoghi. Cresciuto a Sassuolo, in provincia di Modena, all'età di diciassette anni si arruolò nella Regia Marina, incominciando la sua carriera militare a La Spezia come semplice mozzo. Conobbe Guglielmo Marconi nelle sue prime sperimentazioni di radio trasmissione e si iscrisse a corsi di formazione per poter far carriera militare. 
Partecipò alla guerra italo-turca e successivamente alla Grande Guerra, nel corso della quale partecipò alle più temerarie imprese della Flottiglia MAS, da quelle iniziali nel giugno 1916 a Durazzo fino alle ultime nel novembre 1918 con l’affondamento della nave da battaglia Viribus Unitis. Alla fine della guerra era stato insignito di cinque medaglie di bronzo al valor militare, una croce al merito di guerra e una promozione per merito di guerra. Si distinse nel corso della beffa di Buccari con Gabriele D'Annunzio; imbarcato come Capo timoniere di prima classe sul MAS 95, si dimostrò tra i marinai più coraggiosi, tanto da essere ricordato come “uno dei 30 di Buccari”. Proprio in quell'occasione venne soprannominato "il filibustiere del Carnaro" dal poeta Gabriele D'Annunzio e gli alti comandi della marina gli affidarono il comando del MAS 95, che resse fino al termine del conflitto.

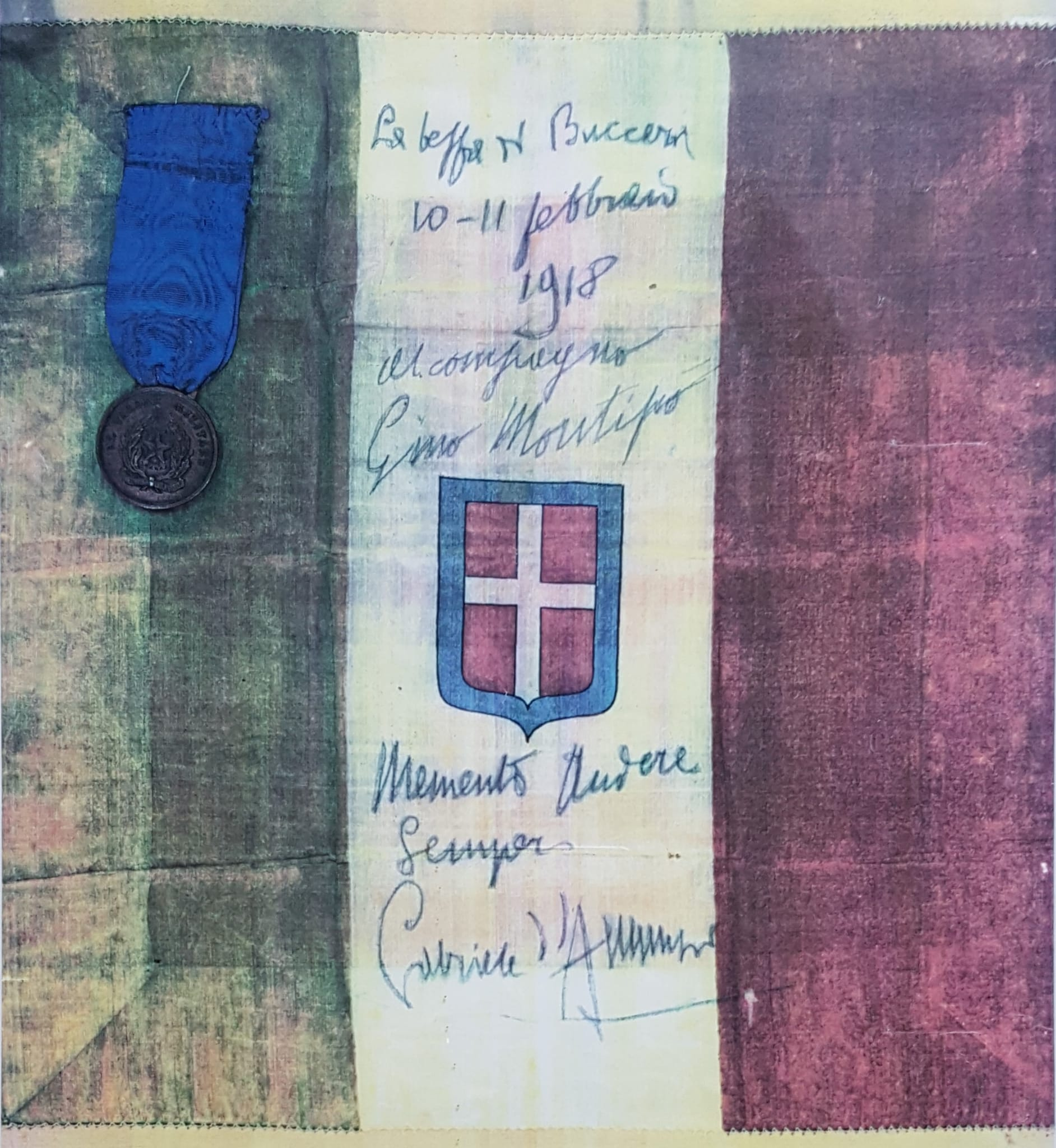
I cimeli conservati al Vittoriale degli Italiani

Dopo la fine della Grande Guerra, nonostante avesse la possibilità di intraprendere una brillante carriera in Marina, decise di restare a Modena e si congedò nel marzo 1919. Nel 1922 vinse il concorso per il comando di compagnia del corpo dei vigili urbani della città e lo ricoprì per 25 anni. Nella città emiliana diede vita alle associazioni dei combattenti e reduci e a quella dell’Unione Marinai d'Italia (4 dicembre 1921). Inoltre fu tra i membri che diedero vita al comitato per la costruzione del monumento ai caduti della città.
Nel 1939, allo scoppio della seconda guerra mondiale, fu richiamato in servizio a Brindisi come comandante del MAS 519 e poi come comandante della X Squadriglia della 2ª Flottiglia MAS, venendo decorato con una croce di guerra al valor militare e una seconda croce al merito di guerra. Posto in posizione di riserva nel febbraio 1943, dopo la fine della guerra riprese il servizio nel corpo dei vigili urbani, che avrebbe dovuto lasciare per anzianità nel 1946 dopo 31 anni di servizio, ma, grazie a speciali deroghe concesse dall'allora sindaco Alfeo Corassori, si congedò definitivamente nel 1948. Morì nella sua abitazione il 26 dicembre 1961.

### Fonti
1. 1 2 3 4 5  Gazzetta di Modena.
2. 1 2 3 4 5 6  Segreti nella Storia.
3. 1 2 3  Combattenti e Reduci.